# Mainneville
Mainneville és un municipi francès situat al departament de l'Eure i a la regió de Normandia. L'any 2007 tenia 409 habitants.

## Demografia

### Població
El 2007 la població de fet de Mainneville era de 409 persones. Hi havia 160 famílies de les quals 41 eren unipersonals (11 homes vivint sols i 30 dones vivint soles), 63 parelles sense fills i 56 parelles amb fills.
La població ha evolucionat segons el següent gràfic:
Habitants censats

### Habitatges
El 2007 hi havia 205 habitatges, 163 eren l'habitatge principal de la família, 24 eren segones residències i 18 estaven desocupats. 198 eren cases i 7 eren apartaments. Dels 163 habitatges principals, 141 estaven ocupats pels seus propietaris, 20 estaven llogats i ocupats pels llogaters i 2 estaven cedits a títol gratuït; 1 tenia una cambra, 18 en tenien dues, 29 en tenien tres, 33 en tenien quatre i 83 en tenien cinc o més. 121 habitatges disposaven pel capbaix d'una plaça de pàrquing. A 78 habitatges hi havia un automòbil i a 76 n'hi havia dos o més.

### Piràmide de població
La piràmide de població per edats i sexe el 2009 era:
| Homes | Edats   | Dones |
| ----- | ------- | ----- |
| 0     | 95 o +  | 0     |
| 0     | 90 a 94 | 4     |
| 0     | 85 a 89 | 12    |
| 0     | 80 a 84 | 4     |
| 4     | 75 a 79 | 4     |
| 12    | 70 a 74 | 0     |
| 12    | 65 a 69 | 12    |
| 20    | 60 a 64 | 4     |
| 4     | 55 a 59 | 12    |
| 24    | 50 a 54 | 16    |
| 8     | 45 a 49 | 16    |
| 12    | 40 a 44 | 4     |
| 16    | 35 a 39 | 20    |
| 20    | 30 a 34 | 20    |
| 0     | 25 a 29 | 20    |
| 16    | 20 a 24 | 4     |
| 20    | 15 a 19 | 12    |
| 20    | 10 a 14 | 8     |
| 24    | 5 a 9   | 8     |
| 4     | 0 a 4   | 8     |

## Economia
El 2007 la població en edat de treballar era de 267 persones, 206 eren actives i 61 eren inactives. De les 206 persones actives 198 estaven ocupades (110 homes i 88 dones) i 9 estaven aturades (6 homes i 3 dones). De les 61 persones inactives 29 estaven jubilades, 16 estaven estudiant i 16 estaven classificades com a «altres inactius».

### Ingressos
El 2009 a Mainneville hi havia 172 unitats fiscals que integraven 442 persones, la mediana anual d'ingressos fiscals per persona era de 18.672 €.

### Activitats econòmiques
Dels 18 establiments que hi havia el 2007, 1 era d'una empresa de fabricació d'altres productes industrials, 7 d'empreses de construcció, 5 d'empreses de comerç i reparació d'automòbils, 1 d'una empresa de transport, 1 d'una empresa d'informació i comunicació, 1 d'una empresa immobiliària i 2 d'empreses classificades com a «altres activitats de serveis».
Dels 9 establiments de servei als particulars que hi havia el 2009, 1 era una oficina de correu, 1 taller de reparació d'automòbils i de material agrícola, 1 paleta, 1 guixaire pintor, 2 fusteries i 3 lampisteries.
L'any 2000 a Mainneville hi havia 6 explotacions agrícoles.

## Equipaments sanitaris i escolars
El 2009 hi havia una escola elemental integrada dins d'un grup escolar amb les comunes properes formant una escola dispersa.

## Poblacions més properes
El següent diagrama mostra les poblacions més properes.